# Czerwone Brygady – Partia Partyzancka
Czerwone Brygady Partia Partyzancka (wł.  Brigate Rosse – Partito Guerriglia, BR-PG) – włoska organizacja terrorystyczna. 

## Historia
Ugrupowanie powstało w wyniku rozłamu w Czerwonych Brygadach w sierpniu 1981 roku. Partia Partyzancka skupiała głównie aktywistów z Neapolu, którzy byli niegdyś związani z formacją Zbrojne Jednostki Proletariatu. Partia Partyzancka posiadała również komórki w więzieniach. Ostatnia akcja przeprowadzona przez frakcję miała miejsce w październiku 1982 roku. 
Liderem formacji był Giovanni „Emiliano“ Senzani.

## Najważniejsze ataki przeprowadzone przez grupę
- 27 kwietnia 1982 roku terroryści zabili członka partii Chrześcijańska Demokracja i jego kierowcę. Do zabójstw doszło w Neapolu[1].

- 15 lipca 1982 roku członkowie grupy zabili w Neapolu oficera policji i jego kierowcę[1].

- 26 sierpnia 1982 roku terroryści zaatakowali pojazdy wojskowe Salerno. W starciu zginął policjant i oficer armii. Ranny został również inny funkcjonariusz policji, zmarł on po trzech dniach w wyniku odniesionych ran[1].

- 21 października 1982 roku bojówkarze zabili dwóch ochroniarzy w czasie napadu na bank w Turynie[1].

## Liczebność
W 1982 roku za udział w działalności grupy poszukiwanych było 147 osób.

## Relacje z innymi grupami terrorystycznymi
Rywalem frakcji były Czerwone Brygady – Walcząca Partia Komunistyczna. Organizacje nie atakowały się jednak w fizyczny sposób. Dobre relacje łączyły Partię Partyzancką z frakcją Czerwone Brygady – Kolumna Walter Alasia.

## Ideologia
Grupa głosiła poglądy rewolucyjno-komunistyczne.